# Rajko Bratož
Rajko Bratož, slovenski zgodovinar, * 17. februar 1952, Branik.

## Življenje in delo
Bratož je po osnovni šoli v Braniku in Dutovljah ter gimnaziji v Novi Gorici leta 1975 diplomiral iz zgodovine in geografije na Filozofski fakulteti Univerze v Ljubljani, leta 1981 pa še iz latinskega jezika s književnostjo. Leta 1979 je končal magistrski študij zgodovine in leta 1986 doktorskega. Leta 1976 se je kot asistent zaposlil na Filozofski fakulteti, kjer je ostal do upokojitve leta 2017. Leta 1986 je bil izvoljen za docenta, leta 1990 za izrednega in leta 1995 za rednega profesorja zgodovine starega veka na Filozofski fakulteti.
Kot strokovnjak za pozno antiko in posebno za zgodnje krščanstvo se je mednarodno uveljavil in bil večkrat gostujoči profesor na različnih tujih univerzah, poleg tega je doma in v tujini objavil vrsto odmevnih monografij in člankov. Ne le za zgodovinarje sta pomembna njegova univerzitetna učbenika Grška zgodovina in Rimska zgodovina, ki sta prva sodobna pregleda antične zgodovine v slovenščini. Za knjigo Med Italijo in Ilirikom : Slovenski prostor in njegovo sosedstvo v pozni antiki je prejel stanovsko nagrado Klio za leto 2015 in leta 2017 Zoisovo nagrado za vrhunske znanstvene dosežke.
Je dejaven član številnih strokovnih združenj, med drugim Görres Gesellschaft (Bonn), Association pour l’antiquité tardive (Pariz) in Nemškega arheološkega inštituta (Berlin) - dopisni član od 2010. Leta 1995 je postal izredni in leta 2001 redni član Slovenske akademije znanosti in umetnosti, kjer je bil načelnik oddelka za zgodovinske vede v I. razredu SAZU (1996-2002) in obenem od 1999 še tajnik I. razreda za zgodovinske in družbene vede; obe funkciji je imel tudi v letih 2005-08. Univerza v Ljubljani mu je 2018 podelila naslov zaslužni profesor, Teološka fakulteta pa leta 2020 častni senator.

## Izbrana dela
- Rajko Bratož, Severinus von Noricum und seine Zeit : Geschichtliche Anmerkungen. Österreichische Akademie der Wissenschaften, Philosophisch-historische Klasse, Denkschriften, 165. Wien, 1983; (COBISS)
- Rajko Bratož, Krščanstvo v Ogleju in na vzhodnem vplivnem območju oglejske cerkve od začetkov do nastopa verske svobode. Acta Ecclesiastica Sloveniae, 8. Ljubljana, 1986; (COBISS)
- Rajko Bratož, Il Cristianesimo Aquileiese prima di Costantino: fra Aquileia e Poetovio : Fonti per la storia della chiesa in Friuli. Udine, 1999; (COBISS)
- Friedrich Lotter, Rajko Bratož in Helmut Castritius, Völkerverschiebungen im Ostalpen-Mitteldonau-Raum zwischen Antike und Mittelalter (375-600). Ergänzungsbände zum Reallexikon der Germanischen Altertumskunde, 39. Berlin, New York, 2003; (COBISS); slovenska izdaja: Premiki ljudstev na območju Vzhodnih Alp in Srednjega Podonavja med antiko in srednjim vekom (375-600), prev. Amalija Maček Mergole in Anja Naglič. Ljubljana, 2005; (COBISS)
- Rajko Bratož, Rimska zgodovina : Od začetkov do nastopa cesarja Dioklecijana. Zbirka Zgodovinskega časopisa, 26. Knjižna zbirka Scripta. Ljubljana, 2007. ISBN 978-961-91431-7-9
- Rajko Bratož, Grška zgodovina : Kratek pregled s temeljnimi viri in izbrano literaturo. 3. dopolnjena izd. Zbirka Zgodovinskega časopisa, 40. Knjižna zbirka Scripta. Ljubljana, 2010. ISBN 978-961-6777-07-0
- Rajko Bratož, Med Italijo in Ilirikom : Slovenski prostor in njegovo sosedstvo v pozni antiki. Zbirka Zgodovinskega časopisa, 46. Dela I. razreda SAZU, 39. Ljubljana, 2014. ISBN 978-961-6777-16-2